# Annibale Ginnasi
Annibale Ginnasi, död 1621, var en italiensk prelat. Han var ärkebiskop av Manfredonia från 1607 till 1621.